# Discjòquei
Un discjòquei, popularment també anomenat punxadiscos (PD), també conegut pel manlleu d'origen anglès DJ (dijei), és la persona encarregada de reproduir i mesclar música per a una audiència a les discoteques, pubs, clubs, festivals o a la ràdio. El terme discjòquei procedeix del mot anglès disc que es refereix als discs fonogràfics (vinils) i, posteriorment, també altres formats d'enregistrament musical.
El discjòquei de ràdio ha de presentar els temes i autors que sonen. El discjòquei de discoteca ha de jugar amb efectes com l'scratch o el turntablism. Depenent de l'estil musical hi ha diferents tècniques i equips, per exemple els discjòqueis de hip-hop acostumen a punxar amb tocadiscs perquè un MC hi canti a sobre.

## Equip
L'equip d'un DJ consta principalment de:
- Una combinació de dos reproductors de música que acostumen a ser tocadiscs o reproductors de CD adaptats.
- Una taula de mescles que permeti mesclar adequadament les cançons amb reguladors de volum, d'equalització i efectes. Tenen dues o quatre entrades per als reproductors i diverses sortides per a l'equip d'amplificació.
- Uns auriculars que connectats a la taula de mescles permetin escoltar les cançons per separat, preparar un punt de CUE (el lloc des d'on es reprodueix la pista), etc.

Com a complements hi ha:
- Un ordinador amb diverses funcions com per a utilitzar programari per discjòqueis com Serato o Traktor
- Instruments analògics o digitals controlats amb programari DAW com ara Ableton Live
- Unitats d'efectes
- Un monitor de cabina
- Mostrejadors o caixes de ritmes